# Tiriki (peuple)
Pour les articles homonymes, voir Tiriki.
Les Tiriki sont une population bantoue d'Afrique de l'Est vivant à l'ouest du Kenya et en Ouganda, de part et d'autre de la frontière. Ils font partie du grand groupe des Luyia.

## Langue
Ils parlent le tiriki, une langue bantoue.